# توماس ئی. مارتین
توماس ئی. مارتین (به انگلیسی: Thomas Ellsworth Martin) سناتور سابق عضو حزب جمهوری‌خواه ایالات متحده آمریکا بود. وی در سال ۱۹۵۵ تا ۱۹۶۱ میلادی سناتور ایالت آیووا در سنای ایالات متحده آمریکا بود.